# Parmenonta laevepunctata
Parmenonta laevepunctata là một loài bọ cánh cứng trong họ Cerambycidae.